# فهرست فصل‌های باشگاه فوتبال سپاهان
در زیر فهرست فصل‌های باشگاه فوتبال سپاهان اصفهان از سال ۱۳۵۰ تاکنون در فوتبال ایران و آسیا را مشاهده می‌کنید. در این فهرست جزئیات رتبه، دست‌آوردها، گلزنان برتر، مربیان و سایر موارد برای هر فصل این باشگاه قرار گرفته است.
گلزن برتری که به‌صورت پررنگ نمایش داده شده، به مقام آقای گلی آن دورهٔ مسابقات لیگ رسیده است.

## فصل‌ها

### راهنما
| فصل                                                                     | لیگ‌ها                  | لیگ‌ها      | لیگ‌ها      | لیگ‌ها      | لیگ‌ها      | لیگ‌ها      | لیگ‌ها      | لیگ‌ها      | لیگ‌ها    | جام حذفی   | آسیا        | برترین گلزن لیگ             | برترین گلزن لیگ | مربی                                |
| فصل                                                                     | لیگ                    | ت          | پ          | م          | ب          | گ.ز        | گ.خ        | امتیاز     | رتبه     | جام حذفی   | آسیا        | نام                         | گل‌ها            | مربی                                |
| ----------------------------------------------------------------------- | ---------------------- | ---------- | ---------- | ---------- | ---------- | ---------- | ---------- | ---------- | -------- | ---------- | ----------- | --------------------------- | --------------- | ----------------------------------- |
| ۱۳۵۰                                                                    | جام منطقه‌ای ایران ۱۳۵۰ | ۱۴         | ۴          | ۳          | ۷          | ۱۲         | ۱۸         | ۱۱         | ۵ام      | برگزار نشد | —           |                             |                 | یاوری                               |
| ۱۳۵۱                                                                    | لیگ ۲                  | ۳          | ۲          | ۱          | ۰          | ۴          | ۱          | ۵          | اول      | برگزار نشد | —           |                             |                 | یاوری                               |
| ۱۳۵۳                                                                    | جام تخت جمشید ۱۳۵۳     | ۲۲         | ۴          | ۶          | ۱۲         | ۱۰         | ۲۷         | ۱۴         | ۱۰ام     | برگزار نشد | —           |                             |                 | یاوری                               |
| ۱۳۵۴                                                                    | جام تخت جمشید ۱۳۵۴     | ۳۰         | ۸          | ۱۰         | ۱۲         | ۲۴         | ۲۷         | ۲۶         | ۱۱ام     | ۱/۸ نهایی  | —           |                             |                 | یاوری                               |
| ۱۳۵۵                                                                    | جام تخت جمشید ۱۳۵۵     | ۳۰         | ۵          | ۱۴         | ۱۱         | ۲۰         | ۳۰         | ۲۴         | ۱۴ام     | برگزار نشد | —           |                             |                 | یاوری                               |
| ۱۳۵۶                                                                    | جام تخت جمشید ۱۳۵۶     | ۳۰         | ۷          | ۱۲         | ۱۱         | ۲۱         | ۳۱         | ۲۶         | ۱۳ام     |            | —           |                             |                 | رایکوف/ یاوری                       |
| ۱۳۵۷                                                                    | لیگ ۲                  | ۱۳         | ۵          | ۷          | ۱          | ۱۵         | ۱۱         | ۱۷         | نیمه‌تمام | برگزار نشد | —           |                             |                 | یاوری                               |
| مسابقات لیگ سراسری بین سال‌های ۱۳۵۹ تا ۱۳۶۷ انجام نشد (جنگ ایران و عراق) |                        |            |            |            |            |            |            |            |          |            |             |                             |                 |                                     |
| ۶۱–۱۳۶۰                                                                 | لیگ اصفهان             | ۱۲         | ۸          | ۲          | ۲          | ۱۹         | ۹          | ۱۸         | دوم      |            | —           |                             |                 | تابش                                |
| ۶۲–۱۳۶۱                                                                 | لیگ اصفهان             | ۱۲         | ۹          | ۲          | ۱          | ۲۵         | ۸          | ۲۰         | اول      |            | —           |                             |                 | تابش                                |
| ۶۳–۱۳۶۲                                                                 | لیگ اصفهان             | ۱۲         | ۶          | ۵          | ۱          | ۱۵         | ۱۰         | ۱۷         | ۴ام      |            | —           |                             |                 | تابش                                |
| ۶۴–۱۳۶۳                                                                 | لیگ اصفهان             | ۱۲         | ۵          | ۶          | ۱          | ۱۷         | ۴          | ۱۶         | ۵ام      |            | —           |                             |                 | تابش                                |
| ۶۵–۱۳۶۴                                                                 | لیگ اصفهان             | نیمه‌تمام   | نیمه‌تمام   | نیمه‌تمام   | نیمه‌تمام   | نیمه‌تمام   | نیمه‌تمام   | نیمه‌تمام   |          |            | —           |                             |                 | تابش                                |
| ۶۶–۱۳۶۵                                                                 | لیگ اصفهان             | برگزار نشد | برگزار نشد | برگزار نشد | برگزار نشد | برگزار نشد | برگزار نشد | برگزار نشد |          |            | —           |                             |                 | تابش                                |
| ۶۷–۱۳۶۶                                                                 | لیگ اصفهان             |            |            |            |            |            |            |            |          |            | —           |                             |                 | تابش                                |
| ۶۸–۱۳۶۷                                                                 | لیگ اصفهان             | ۱۴         | ۱۲         | ۱          | ۱          | ۲۴         | ۴          | ۲۵         | اول      |            | —           |                             |                 | تابش                                |
| ۶۹–۱۳۶۸                                                                 | لیگ قدس ۶۹-۱۳۶۸        | ۲۰         | ۶          | ۸          | ۶          | ۱۶         | ۱۶         | ۲۰         | ۷ام      | برگزار نشد | —           |                             |                 | ابراهیم زاده                        |
| ۶۹–۱۳۶۸                                                                 | لیگ اصفهان             | ۱۲         | ۶          | ۴          | ۲          | ۲۰         | ۱۰         | ۱۶         | دوم      |            | —           |                             |                 | تابش                                |
| ۷۰–۱۳۶۹                                                                 | لیگ اصفهان             | ۴          | ۲          | ۲          | ۰          | ۸          | ۱          | ۶          | اول      |            | —           |                             |                 | تابش                                |
| ۷۱–۱۳۷۰                                                                 | لیگ آزادگان ۱۳۷۰       | ۲۲         | ۹          | ۴          | ۹          | ۲۰         | ۳۰         | ۲۲         | ۶ام      |            | —           |                             |                 | تابش                                |
| ۷۲–۱۳۷۱                                                                 | لیگ ۲                  | ۲۶         | ۱۲         | ۸          | ۶          | ۳۱         | ۲۵         | ۳۴         | دوم      | برگزار نشد | —           |                             |                 | تابش                                |
| ۷۳–۱۳۷۲                                                                 | لیگ آزادگان ۱۳۷۲       | ۲۶         | ۷          | ۸          | ۱۱         | ۱۶         | ۲۶         | ۲۲         | ۱۱ام     |            | —           |                             |                 | کریمی                               |
| ۷۴–۱۳۷۳                                                                 | لیگ آزادگان ۱۳۷۳       | ۲۲         | ۸          | ۶          | ۸          | ۲۸         | ۲۵         | ۲۲         | ۶ام      |            | —           |                             |                 | حجازی                               |
| ۷۵–۱۳۷۴                                                                 | لیگ آزادگان ۱۳۷۴       | ۳۰         | ۱۱         | ۹          | ۱۰         | ۴۰         | ۳۴         | ۴۲         | ۵ام      |            | —           |                             |                 | یاوری                               |
| ۷۶–۱۳۷۵                                                                 | لیگ آزادگان ۱۳۷۵       | ۳۰         | ۱۴         | ۸          | ۸          | ۳۷         | ۲۹         | ۵۰         | سوم      |            | —           |                             |                 | کربکندی                             |
| ۷۷–۱۳۷۶                                                                 | لیگ آزادگان ۱۳۷۶       | ۲۸         | ۹          | ۱۰         | ۹          | ۲۴         | ۲۵         | ۳۷         | ۶ام      | برگزار نشد | —           |                             |                 | کربکندی                             |
| ۷۸–۱۳۷۷                                                                 | لیگ آزادگان ۷۸–۱۳۷۷    | ۳۰         | ۱۳         | ۱۴         | ۳          | ۳۸         | ۱۹         | ۵۳         | سوم      | ۱/۴ نهایی  | —           | مجید بصیرت                  | ۱۰              | مناجاتی                             |
| ۷۹–۱۳۷۸                                                                 | لیگ آزادگان ۷۹–۱۳۷۸    | ۲۶         | ۱۱         | ۹          | ۶          | ۲۸         | ۱۹         | ۴۲         | ۴ام      | نیمه نهایی | —           | لئون استپانیان              | ۷               | ندیمیان                             |
| ۸۰–۱۳۷۹                                                                 | لیگ آزادگان ۸۰–۱۳۷۹    | ۲۲         | ۵          | ۱۱         | ۶          | ۱۹         | ۲۳         | ۲۶         | ۷ام      | ۱/۱۶ نهایی | —           | امین موسوی                  | ۴               | ندیمیان                             |
| ۸۱–۱۳۸۰                                                                 | لیگ برتر ۸۱–۱۳۸۰       | ۲۶         | ۷          | ۱۱         | ۸          | ۲۲         | ۲۲         | ۳۲         | ۹ام      | نیمه نهایی | —           | ادموند بزیک                 | ۶               | استانکو                             |
| ۸۲–۱۳۸۱                                                                 | لیگ برتر ۸۲–۱۳۸۱       | ۲۶         | ۱۶         | ۴          | ۶          | ۴۷         | ۲۷         | ۵۲         | اول      | نیمه نهایی | —           | ادموند بزیک                 | ۱۳              | کاظمی                               |
| ۸۳–۱۳۸۲                                                                 | لیگ برتر ۸۳–۱۳۸۲       | ۲۶         | ۱۱         | ۶          | ۹          | ۴۷         | ۳۶         | ۳۹         | ۶ام      | قهرمان     | مرحله گروهی | رسول خطیبی                  | ۸               | کاظمی                               |
| ۸۴–۱۳۸۳                                                                 | لیگ برتر ۸۴–۱۳۸۳       | ۳۰         | ۷          | ۱۴         | ۹          | ۳۰         | ۳۳         | ۳۵         | ۱۰ام     | ۱/۸ نهایی  | مرحله گروهی | رسول خطیبی                  | ۱۴              | کاظمی/ پورمهدی*/ استانکو            |
| ۸۵–۱۳۸۴                                                                 | لیگ برتر ۸۵–۱۳۸۴       | ۳۰         | ۱۲         | ۷          | ۱۱         | ۳۸         | ۳۲         | ۴۳         | ۷ام      | قهرمان     | —           | رسول خطیبی                  | ۱۰              | تاوارس/ بوناچیچ                     |
| ۸۶–۱۳۸۵                                                                 | لیگ برتر ۸۶–۱۳۸۵       | ۳۰         | ۱۴         | ۷          | ۹          | ۴۱         | ۲۸         | ۴۹         | ۵ام      | قهرمان     | نایب قهرمان | عماد رضا                    | ۹               | بوناچیچ                             |
| ۸۷–۱۳۸۶                                                                 | لیگ برتر ۸۷–۱۳۸۶       | ۳۴         | ۱۷         | ۱۰         | ۷          | ۵۳         | ۳۸         | ۵۸         | دوم      | ۱/۴ نهایی  | مرحله گروهی | محمود کریمی                 | ۹               | بوناچیچ/قنبری/ ویرا                 |
| ۸۸–۱۳۸۷                                                                 | لیگ برتر ۸۸–۱۳۸۷       | ۳۴         | ۱۴         | ۱۴         | ۶          | ۴۶         | ۳۴         | ۵۶         | ۴ام      | ۱/۸ نهایی  | مرحله گروهی | عماد رضا                    | ۱۴              | فیرات/ چرخابی/ کاظمی                |
| ۸۹–۱۳۸۸                                                                 | لیگ برتر ۸۹–۱۳۸۸       | ۳۴         | ۱۹         | ۱۰         | ۵          | ۶۷         | ۳۰         | ۶۷         | اول      | ۱/۸ نهایی  | مرحله گروهی | عماد رضا                    | ۱۹              | قلعه‌نویی                            |
| ۹۰–۱۳۸۹                                                                 | لیگ برتر ۹۰–۱۳۸۹       | ۳۴         | ۱۸         | ۱۲         | ۴          | ۵۶         | ۲۹         | ۶۶         | اول      | ۱/۴ نهایی  | ۱/۴ نهایی   | ابراهیم توره                | ۱۸              | قلعه‌نویی                            |
| ۹۱–۱۳۹۰                                                                 | لیگ برتر ۹۱–۱۳۹۰       | ۳۴         | ۱۹         | ۱۰         | ۵          | ۵۴         | ۲۷         | ۶۷         | اول      | ۱/۱۶ نهایی | ۱/۴ نهایی   | عماد رضا                    | ۹               | بوناچیچ/ قنبری*/ کرانچار            |
| ۹۲–۱۳۹۱                                                                 | لیگ برتر ۹۲–۱۳۹۱       | ۳۴         | ۱۹         | ۷          | ۸          | ۶۰         | ۳۳         | ۶۴         | سوم      | قهرمان     | مرحله گروهی | محمدرضا خلعتبری             | ۱۳              | کرانچار                             |
| ۹۳–۱۳۹۲                                                                 | لیگ برتر ۹۳–۱۳۹۲       | ۳۰         | ۱۴         | ۱۲         | ۴          | ۳۶         | ۲۰         | ۵۴         | ۴ام      | ۱/۱۶ نهایی | مرحله گروهی | مهدی شریفی                  | ۸               | کرانچار                             |
| ۹۴–۱۳۹۳                                                                 | لیگ برتر ۹۴–۱۳۹۳       | ۳۰         | ۱۷         | ۸          | ۵          | ۴۶         | ۲۷         | ۵۹         | اول      | ۱/۱۶ نهایی | —           | مهدی شریفی                  | ۱۲              | کرانچار/ فرکی                       |
| ۹۵–۱۳۹۴                                                                 | لیگ برتر ۹۵–۱۳۹۴       | ۳۰         | ۸          | ۱۴         | ۸          | ۲۹         | ۳۰         | ۳۸         | ۱۱ام     | نیمه نهایی | مرحله گروهی | محمدرضا خلعتبری/ شیمبا      | ۴               | فرکی/ نویدکیا*/ اشتیماتس/ زاغی‌نژاد* |
| ۹۶–۱۳۹۵                                                                 | لیگ برتر ۹۶–۱۳۹۵       | ۳۰         | ۱۲         | ۹          | ۹          | ۳۸         | ۳۴         | ۴۵         | ۵ام      | نیمه نهایی | —           | مسعود حسن‌زاده/ مهرداد محمدی | ۷               | ویسی/ کرانچار                       |
| ۹۷–۱۳۹۶                                                                 | لیگ برتر ۹۷–۱۳۹۶       | ۳۰         | ۶          | ۱۱         | ۱۳         | ۳۱         | ۳۴         | ۲۹         | ۱۴ام     | ۱/۱۶ نهایی | —           | ساسان انصاری                | ۱۱              | کرانچار/ قنبری*/ ابراهیم‌زاده        |
| ۹۸–۱۳۹۷                                                                 | لیگ برتر ۹۸–۱۳۹۷       | ۳۰         | ۱۵         | ۱۳         | ۲          | ۴۶         | ۲۰         | ۵۸         | دوم      | نیمه نهایی | —           | کیروس استنلی                | ۱۶              | امیر قلعه‌نویی                       |
| ۹۹–۱۳۹۸                                                                 | لیگ برتر ۹۹–۱۳۹۸       | ۳۰         | ۱۲         | ۱۳         | ۵          | ۳۹         | ۲۲         | ۴۹         | ۵ام      | ۱/۴ نهایی  | مرحله گروهی | کیروس استنلی                | ۷               | امیر قلعه‌نویی/ میگوئل تکسیرا*       |
| ۱۴۰۰–۱۳۹۹                                                               | لیگ برتر ۱۴۰۰–۱۳۹۹     | ۳۰         | ۱۹         | ۸          | ۳          | ۵۳         | ۲۴         | ۶۵         | دوم      | ۱/۴ نهایی  | —           | سجاد شهباززاده              | ۲۰              | محرم نویدکیا                        |

| - ت = تعداد بازی‌ها - پ = پیروزی - م = مساوی - ب = باخت - گ. ز = گل زده - گ. خ = گل خورده - * = سرمربی موقت |

| قهرمان | نایب قهرمان | سوم | صعود | سقوط |